# رود نرا
رود نرا (روسی: Нера) یک رودخانه در استان یاقوتستان کشور روسیه است.